# クリミア大橋
クリミア大橋（クリミアおおはし、ロシア語: Крымский мост、ウクライナ語: Кримський міст）またはケルチ海峡大橋（ケルチかいきょうおおはし、ロシア語: Керченский мост、ウクライナ語: Керченський міст、クリミア・タタール語: Керич Копюри）は、ロシア連邦クラスノダール地方のタマン半島とクリミア半島（この半島は、クリミア共和国としてロシアが実効支配している）の間を結ぶ、全長18.1 km（道路橋は16.9 km）の鉄道道路併用橋である。両半島の間でトゥーズラ島とトゥーズラ・スピット（トゥーズラ砂州）とを経由する。クリミア橋やケルチ橋と呼ばれることもある。
ロシア本土とクリミア半島の間を結ぶケルチ海峡フェリーの代替として建設された橋である。2015年5月に建設工事が開始され、道路部分は2018年5月15日に開通した。鉄道部分は2019年12月23日に開通した。ロシアがこれまでに建設した橋の中で最長、ヨーロッパで最も長い橋である。

## 歴史
ケルチ海峡に橋を建設する計画は19世紀から存在し、1903年にはロシア皇帝ニコライ2世により計画されたが、日露戦争および第一次世界大戦の影響もあり実現しなかった。
第二次世界大戦（独ソ戦）中の1943年、ナチス・ドイツの軍需相アルベルト・シュペーアが架橋計画を提案した。コーカサスの戦いをドイツ国防軍優位に進めることが狙いであったが、既にドイツ軍は劣勢に転じていた。撤退に合わせてトート機関はケルチ海峡に1日当たり1,000トンの輸送力を持つロープウェイを建設した。同年3月7日にはドイツ総統アドルフ・ヒトラーが6か月以内にケルチ海峡に鉄道道路併用橋を建設するように指示した。4月にはトート機関が工事を開始したが、9月1日にはソ連軍の総攻撃が始まり撤退を余儀なくされた。この時点で全体の約3分の1が完成していたが、ドイツ軍は撤退の過程において橋梁のうち既に完成していた区間を爆破した。赤軍によるクリミア解放後にドイツ軍が置き去りにした資材で延長4.5 kmのケルチ鉄道橋が建設され1944年秋に仮開通したが、1945年2月に突堤の欠陥や流氷の影響により崩壊した。
1949年、ソ連政府はイェニカーレとチュシュカ・スピットを結ぶ、道路・鉄道併用橋の建設を指示したが、1950年に建設は中止され、代わりにフェリー路線が創設されることになった。1960年代中盤以降はケルチ水力発電所計画によりダムおよび橋を建設する計画が浮上したが、ソビエト連邦の崩壊の影響で実現しなかった。
橋の建設は2006年にウクライナの閣議で再検討され、当時のウクライナ運輸大臣ミコラ・ルドコフスキーは、橋が「ロシアのコーカサスを訪れるすべての観光客がクリミアにも訪れる」ことを可能にするので、「クリミアにとって正味のプラス」となることが期待できると述べた。この問題は2008年に両国の首相によって議論され、その年に採択されたロシアの交通戦略では、2016年から2030年の期間における南連邦管区の交通インフラ整備の最優先課題としてケルチ海峡橋の建設を想定し、2015年までに設計を作成することとなった。
2010年、ウクライナのヴィクトル・ヤヌコーヴィチ大統領とロシアのドミートリー・メドヴェージェフ大統領がケルチ海峡への架橋計画に合意し、署名を行った。2013年11月のウクライナ・EU連合協定否決により架橋計画への関心はさらに高まった。
2014年1月下旬、ウクライナとロシアの両政府は、ウクライナとロシアの新しい合弁会社が橋梁を建設し、ロシアの国営企業であるロシア高速道路公団（アヴトドル）が管理を行う方向で合意した。ウクライナの経済発展貿易省は、建設には5年かかり、15億ドルから30億ドルの費用がかかると概算した。2014年2月初頭にはイーゴリ・シュワロフロシア連邦第一副首相がアヴトドルに対して実現可能性の研究報告を2015年までにまとめるように指示した。
2014年3月18日のロシアによるクリミアの併合により、ケルチ海峡架橋プロジェクトはロシアにとって極めて重要なものとなった。ロシアはウクライナと異なりクリミアへの陸路での到達手段がなく、ケルチ海峡フェリーは悪天候によりしばしば停止し、しばしば車両の長い列ができたという限界があったからである。この橋はクリミアを保持するというロシアの決意の象徴であり、クリミアをロシア領に物理的に繋ぐものとなった。もはや二国間プロジェクトではなく、それ以降のケルチ海峡橋の設計と建設はロシアによって一方的に行われた。
ロシアのウラジーミル・プーチン大統領は、クリミア併合を行った翌日の3月19日に、ケルチ海峡に鉄道道路併用橋を建設することを表明した。2015年1月にはプーチン大統領と親交が深いと報じられているアルカディ・ローテンベルクが運営するストロイガズモンタジ（SGM）社が橋梁建設を受注した。SGM社はパイプラインの建設には関わってきたが、橋梁の建設はこれが初めてであった。
ウクライナ政府は、橋のロシアの建設を違法として活発に非難し、ロシアに「一時占領下のウクライナ領内にあるその構造物の部分」の撤去を求めている。建設に関与した企業に対してはアメリカと欧州連合から制裁措置が導入され、2018年12月以降、国連総会は橋の建設と開通を「クリミアのさらなる軍事化を促進する」、「アゾフ海沿岸のウクライナの港に到着できる船のサイズを制限する」として繰り返し非難している。他方、ロシアは「ロシア地域の住民のために輸送インフラを建設するために誰の許可も求めない」と主張した。

## 運用と影響

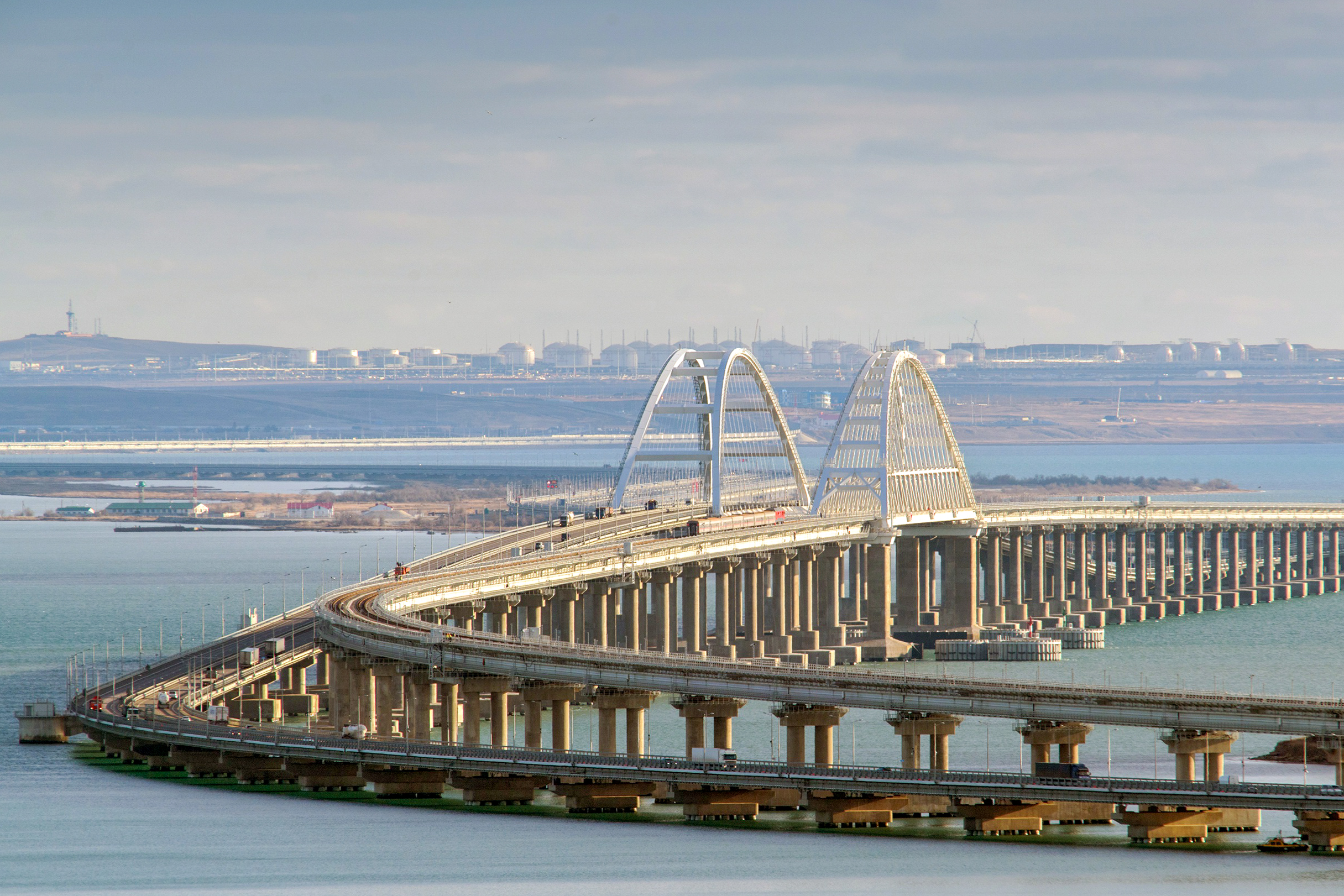
クリミア大橋　2020年

2018年に開通した道路橋は、クリミアと他のロシア領との優先的な連絡ルートとしてケルチ海峡フェリーをすぐに追い越した。開通後最初の12時間で、橋は2017年8月に確立されたフェリーの交通記録を破った。2018年10月に橋がトラック用に開かれた後、フェリーによるトラック輸送は事実上停止した。 
一方、道路橋の開通後に期待されたクリミアの物価の下落は起こらなかった。地元のロシア行政によれば、鉄道橋の開通が特定の商品の価格下落に寄与するとの期待はあるものの、制裁を受けるリスクやクリミアを「物流の行き止まり」と見なし、大手小売グループがクリミアで活動しないためにこの状況が続いているとされた。
アゾフ海に2つの主要な港（ベルジャーンシクとマリウポリ）を持ち、そこを通じて鉄鋼や農産物を輸出しているウクライナは、この橋はロシアによるウクライナの港の部分的な封鎖であり、ロシアによる船舶検査の増加により中には通過が許されるまで3日間待機させられている船舶もあると主張している。橋のメインスパンは海面から33から35メートルの高さにあり、ウクライナの海事当局によれば、多くの船舶は橋の下を安全に通過するには十分だが、ばら積み貨物船コパン（載貨重量17,777トン）は、この問題を解決するためにマストの上部を切り落とす必要があった。2018年10月26日のThe Globe and Mailは、ウクライナの情報源を引用して、この橋によってアゾフ海の港からのウクライナの船舶が約25%減少したと報じた。

## 爆発による火災
2022年10月8日早朝、ロシア本土からクリミア半島方面へと道路橋を通過するトラックが爆発した。これにより道路脇の一部が崩落し、並行する鉄道橋を通過中の燃料輸送列車のタンク車7両も爆発炎上し、双方の橋が不通となった。なお、航路部分をまたぐアーチ部分に損傷はなかった。また、この爆発で、近くを通行中の車の乗員3人が死亡した。
クリミア大橋はロシアによるウクライナ侵攻においてロシア軍がヘルソン州などへの補給路として活用していたことから、以前よりウクライナ軍による攻撃をうける可能性が指摘されており、この爆発がウクライナ軍による破壊工作の一環であるとの見立てもある。12月5日には爆破されたクリミア大橋をプーチン大統領が視察した。
2023年7月17日未明にも、爆発による損傷で通行止めになった。タス通信によると、ロシア当局はウクライナ軍の水上無人艇による「テロ攻撃」があったと非難した。ウクライナ軍の報道官は同日、爆発への関与を否定した。ただ、同国の複数のメディアは関係筋の話として、ウクライナ保安局と海軍の共同作戦により橋が攻撃されたと報じた。同年10月には、ロシア側が「橋は予定より早く修復された」と発表しているものの、英国防省は「開通したものの使用は制限されたまま」で、半島に向かうトラックや燃料はフェリーでの移送を余儀なくされているほか、橋の防衛に他地域に配備するはずの防空システムや要員を割くことになっているためロシアの戦力はそがれており、「この巨大で脆弱な建築物を守るというロシア治安部隊の自信は、ウクライナ軍の巧妙な作戦によって揺らいでいる」と分析している。